# جان دان (بازیکن فوتبال، زاده ۱۹۴۴)
جان دان (انگلیسی: John Dunn؛ زادهٔ ۲۱ ژوئن ۱۹۴۴) بازیکن فوتبال اهل بریتانیا است.
از باشگاه‌هایی که در آن بازی کرده‌است می‌توان به باشگاه فوتبال چارلتون اتلتیک، باشگاه فوتبال چلسی، باشگاه فوتبال تورکی یونایتد، باشگاه فوتبال استون ویلا، باشگاه فوتبال توتینگ اند میتچام یونایتد، و باشگاه فوتبال ردبریج اشاره کرد.